# Дежевское соглашение
Дежевское соглашение было заключено на Дежевском соборе в 1282 году. Оно узаконило ранее отречение Стефана Драгутина в Элече в пользу своего брата Стефана Милутина, но сохранил трон за своим сыном Стефаном Владиславом II.
В том же 1282 году Драгутин упал с лошади и сломал ногу. Источники сообщают, что травма была настолько серьезной, что имелись опасения за жизнь короля (вероятно, произошло заражение раны или даже гангрена). По сведениям архиепископа Даниила II («Жизнь Святого Стефана Драгутина»), Драгутин созвал собор в Дежеве, на котором, в связи с состоянием здоровья, отрекся от престола в пользу своего младшего брата Милутина. Подробные данные о ходе съезда не сохранились и известны только из более поздних источников Сербии и Византии. Сомнения исследователей вызывает тот факт, что Драгутин огласил немедленное отречение, не принимая даже попыток образовать регентский совет и дождаться результатов своего лечения. Согласно большинству ученых, съезд в Дежеве был созван по инициативе сербской властелы, недовольной политикой короля и поражениями от византийцев, и травма была лишь предлогом к смещению Драгутина. Они ссылаются на Даниила II, писавшего, что у Драгутина возникли серьезные трудности, приведшие к созыву съезда знати. Хотя текст не дает объяснений о сути затруднений, ученые полагают, что предпосылкой отречения короля было мощное восстание. Его причины неизвестны, поскольку в источниках не отражены. Вероятно, Милутин не участвовал в съезде, и движущей силой событий в Дежеве была аристократия, полагавшая, что новым королём будет легче манипулировать.
На этом месте строится новая церковь Святого Саввы Србского, освящение которой ожидается в 2022 году. 